# متیل‌بنزودی‌اکسولیل‌پنتان‌آمین
متیل‌بنزودی‌اکسولیل‌پنتان‌آمین (به انگلیسی: Methylbenzodioxolylpentanamine) با فرمول شیمیایی C۱۳H۱۹NO۲ یک ترکیب شیمیایی است. که جرم مولی آن ۲۲۱٫۳۰ g/mol می‌باشد.